# Xian de Zhenghe
Pour les articles homonymes, voir Zhenghe (homonymie).
Le xian de Zhenghe (政和县 ; pinyin : Zhènghé Xiàn) est un district administratif de la province du Fujian en Chine. Il est placé sous la juridiction de la ville-préfecture de Nanping.

## Démographie
La population du district était de 216 023 habitants en 1999.